# District de Chhindwara
Le district de Chhindwara (hindi : छिन्दवाड़ा जिला) est un district de l'état du Madhya Pradesh, en Inde,

## Géographie
Au recensement de 2011, sa population compte 2 090 306 habitants.
Son chef-lieu est la ville de Chhindwara. 